# No Redeeming Social Value
A No Redeeming Social Value amerikai punkegyüttes. 1988-ban alakult Queens Village-ben. A zenekar a New York hardcore mozgalom képviselői közé tartozik. Szövegeik fő témái az alkohol, marihuána és bulik.
Alapító tagjai D Thrilla és K9 the Sonic Maximizer. Első nagylemezük a Rocks the Party volt az SFT Records gondozásában. A "Clueless" című daluk hallható a Backyard Wrestling 2: There Goes the Neighborhood című videojátékban.

## Tagok
- D Thrilla – ének
- K9 the Sonic Maximizer – gitár
- John Franko – basszusgitár

Volt tagok:
- Mike Dixon – vokál
- Vinnie Value – ütős hangszerek
- Scott Cumbo – basszusgitár
- Pete Larussa – dobok
- Insane James – dobok

## Diszkográfia
- No Redeeming Social Value (demó)
- Negative Image (EP)
- N.Y.H.C. (1996)
- Three Way Dance (1998)
- THC (1999)
- Hardcore Your Lousy Ass Off (EP, 2000)
- 40 Oz. of Hardcore (nagylemez, 2001)
- Still Drinking (nagylemez, 2007)
- High in Holland (nagylemez)
- Skinheads Rule (EP)
- Rocks the Party (nagylemez)
- Drunken Chicken Style (EP)
- America's Favorite Hardcore Band (EP)
- Wasted for Life (2020)